# Aloysio de Alencar Pinto
Aloysio de Alencar Pinto (Fortaleza, 3 de fevereiro de 1911 — Rio de Janeiro, 6 de outubro de 2007) foi um instrumentista, pianista, compositor e musicólogo de música popular brasileira.

## Carreira
Compôs obras para piano, canto e piano, coral, música de câmara e orquestra, além de música incidental para cinema e teatro.

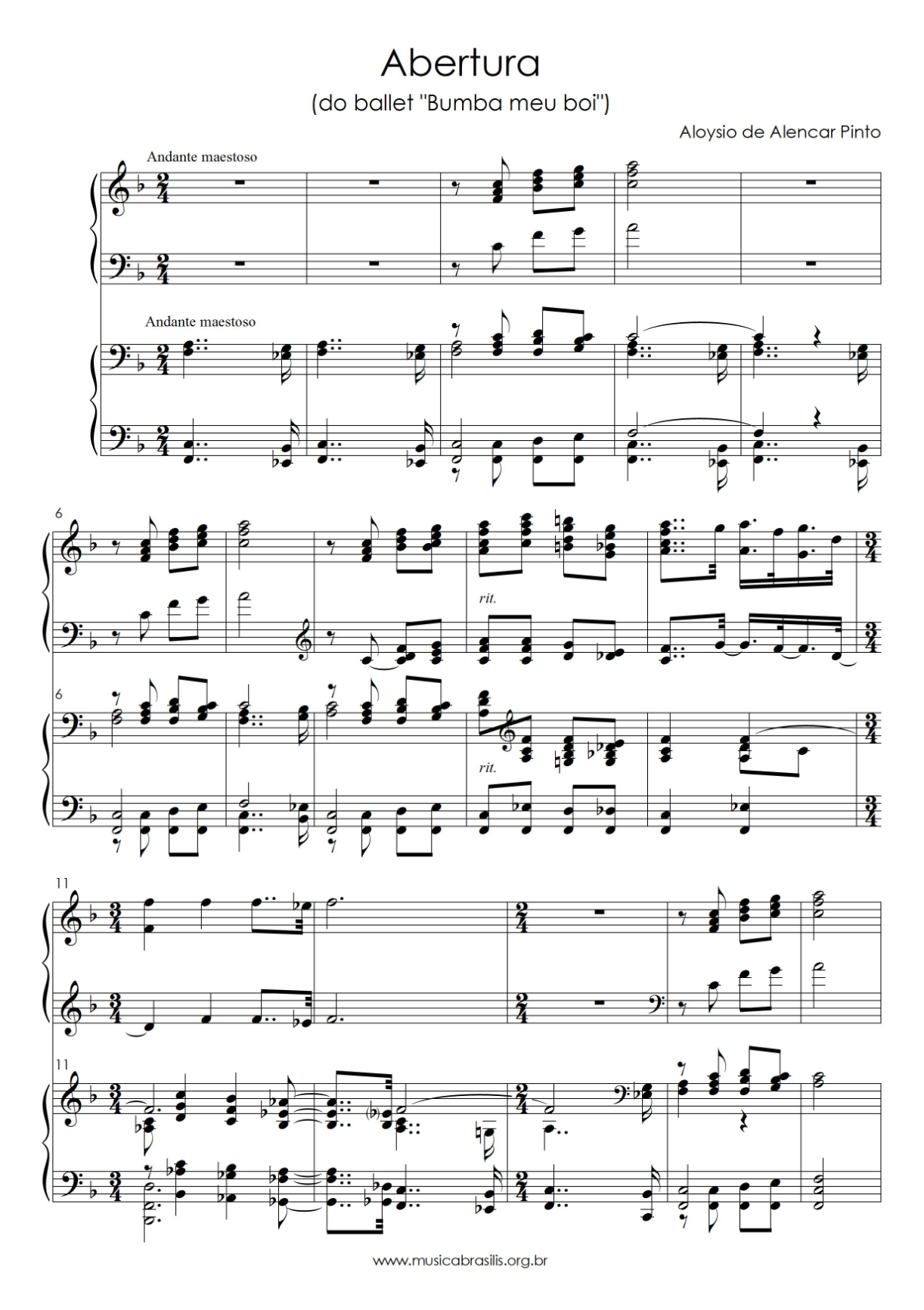
Abertura Bumba-meu-Boi (Aloysio de Alencar Pinto) - 1a página. Partitura completa disponível em Portal Musica Brasilis.

Foi membro da Academia Brasileira de Música, ocupando a cadeira de Ernesto Nazareth.
Entre os prêmios que recebeu, estão a Medaille de la Ville de Paris, na França, e a Medalha Ruy Barbosa, da Fundação Casa de Ruy Barbosa.

## Discografia
- Aloysio de Alencar Pinto Interpreta Nazareth
- Os Pianeiros